# Inmigración británica en Ecuador
La inmigración británica en Ecuador se refiere al movimiento migratorio desde el Reino Unido hacia dicho país sudamericano.

## Historia
La presencia de los británicos (ingleses, escoceses, galeses, irlandeses) se remonta al siglo XIX. Algunos pelearon en las guerras de independencia, aunque fue a raíz de la construcción del ferrocarril y los proyectos de modernización de las ciudades ecuatorianas cuando arribó un buen número de ellos.
En realidad, la mayoría de los británicos se dedicó al “gran comercio”, sobre todo en Guayaquil: fueron exportadores, importadores, constructores navieros, ganaderos y aseguradores. En este último ramo, las aseguradoras inglesas “manejaron alrededor del 80 % del total de las pólizas de seguros que se vendieron en el Ecuador”, según revela el historiador Guillermo Arosemena.
Pero la participación empresarial más destacable fue la construcción de una economía de enclave en Ancón (Península de Santa Elena), cuando en la segunda década del siglo XX, empezó la explotación de las minas de petróleo. El período de mayor bonanza en la zona fueron las décadas de los veinte, treinta, cuarenta y cincuenta, alcanzándose una notable producción destinada a la exportación de petróleo a Estados Unidos, Inglaterra y Canadá.
El aspecto social más destacable de la presencia británica en Ancón fue la construcción de una importante obra material para los empleados y trabajadores de la Anglo Ecuadorian Oilfields, empresa que extrajo y refinó el petróleo. El campamento de Ancón surgió prácticamente de la nada y se transformó en un área urbanizada, con todos sus servicios básicos, incluyendo hospital, iglesia y viviendas. Se construyeron barrios obreros, además del obligado barrio inglés con vista al mar y se formó una peculiar interacción entre británicos y lugareños, que se expresó en la creación de clubes deportivos y sociales, con elementos propios de la cultura anglosajona.
La británica fue una inmigración deseada por las élites ecuatorianas.